# 今江千佳
今江 千佳（いまえ ちか、1984年11月9日 - ）は、福島県郡山市出身の女優。

## 出演

### テレビドラマ
- 氷点2001（2001年、テレビ朝日）
- ロング・ラブレター～漂流教室～（2002年、フジテレビ）安堂千里役
- えなりかずきの少年探偵・事件でござる2－信州湯けむり殺人紀行－（2003年、フジテレビ）倉本麻弥役

### CM
- ヤクルト本社、ピュアラ（2001年）
- ハウス食品、PURE-INシリーズ
  - 豆乳でつくったショコラケーキ（2002年）
  - 元気プラス（2002年）
  - フィリングクッキー（2002年）
- ゼビオ、SUPER SPORTS XEBIO（2002年）

### その他
- 女子寮の五つの扉 第4話 206号室 ～ 一獲千金（2002年、ネットムービー）